# Homaloceraphron amblyopus
Homaloceraphron amblyopus är en stekelart som beskrevs av Paul Dessart 1981. Homaloceraphron amblyopus ingår i släktet Homaloceraphron och familjen pysslingsteklar. Inga underarter finns listade i Catalogue of Life.